# アンジェイ・ワイダ
アンジェイ・ワイダ（波: Andrzej Wajda [ˈandʐɛj ˈvajda]、より原語に近い姓のカナ表記はヴァイダ、1926年3月6日 - 2016年10月9日）は、ポーランドの映画監督。

## 来歴
1926年3月6日、ポーランド東北部のスヴァウキで生まれる。ポーランド軍大尉だった父は対独戦中にカティンの森事件に巻き込まれて亡くなる。1944年、青年時代に織物会館で開かれた日本美術展において喜多川歌麿や葛飾北斎などの浮世絵をはじめとした日本美術に感銘を受け、芸術家を志す。第二次世界大戦中は対独レジスタンス運動に参加した。1946年にクラクフ美術大学に進学する。その後、進路を変えてウッチ映画大学に進学。1953年に同校を修了した。
1955年、『世代』で映画監督としてデビュー。1957年の『地下水道』が第10回カンヌ国際映画祭で審査員特別賞を受賞。1958年にイェジ・アンジェイェフスキの同名小説を映画化した『灰とダイヤモンド』は反ソ化したレジスタンスを象徴的に描き、1959年の第20回ヴェネツィア国際映画祭で国際映画批評家連盟賞を受賞した。これら三作品は、ワルシャワ蜂起時のレジスタンスや戦後共産化したポーランド社会におけるその末路を描いた「抵抗三部作」として知られている。以後、アンジェイ・ムンク、イェジー・カヴァレロヴィチらと並んで、当時の映画界を席巻した「ポーランド派」の代表的存在となる。
1960年、政治色を排した青春映画『夜の終りに』を発表。1962年にはフランソワ・トリュフォーや石原慎太郎らが参加したオムニバス『二十歳の恋』の一篇を製作。1965年の『灰』は4時間近い大作であり、日本では170分に短縮されてビデオリリースされた。1968年にはイギリスとユーゴスラビアとの合作『Gate to Paradise』を製作。1969年には『灰とダイヤモンド』に主演したズビグニェフ・ツィブルスキの死を受け、映画製作の現場を舞台にした『すべて売り物』を発表。同年の『蝿取り紙』は異色のコメディ作品であった。
1970年、第二次世界大戦後のポーランド社会を扱った『戦いのあとの風景』と1930年代のポーランドを舞台に三人の男女の関係を描いた『白樺の林』を発表。後者が翌1971年の第7回モスクワ国際映画祭で監督賞を受賞した。1972年にはワルシャワ工科大学教授ヤン・ザフファトヴィッチの娘クリスティーナ・ザフファトヴィッチと結婚する。
1975年には19世紀末のポーランドを舞台に三人の若者の姿を描いた大作『約束の土地』を発表。第9回モスクワ国際映画祭で金賞（最優秀作品賞）を受賞し、アメリカではアカデミー外国語映画賞にノミネートされた。1977年、1950年代に労働英雄となった男の末路を、彼に関する映画を製作しようとする女学生を主人公にして描いた『大理石の男』を発表。ポーランドでは上映禁止処分を受けたが、翌1978年の第31回カンヌ国際映画祭でスニークプレビューされ、国際映画批評家連盟賞を受賞した。1930年代のポーランドの田舎を舞台にした1979年の『ヴィルコの娘たち』は翌1980年の第52回アカデミー賞の外国語映画賞にノミネートされた。その他、ポーランド映画界で「モラルの不安」と呼ばれる運動が盛んになったこの時期には『麻酔なし』（1978年）や『ザ・コンダクター』（1980年）といった社会批判を暗喩的に描いた作品を製作している。
1981年、『大理石の男』の続編となる『鉄の男』を発表。1980年に起きたグダニスク造船所でのストライキに始まる連帯運動を描き、第34回カンヌ国際映画祭でパルム・ドールを受賞した。しかし、その反体制的な活動が原因となり、戒厳令布告によってポーランド映画人協会長などの職を追われることになる。1983年、フランスのゴーモン社の出資を元に、ともに国外を舞台にした『ダントン』と『ドイツの恋』を製作。前者はセザール賞監督賞や英国アカデミー賞外国語作品賞、ルイ・デリュック賞など様々な賞を受賞した。その後、1986年に『愛の記録』を製作し、ポーランド映画界に復帰した。1987年には京都賞思想・芸術部門を受賞。賞金の4500万円を建設基金として、多額の寄付などをもとに1994年に日本美術技術センター（日本美術技術博物館“マンガ”館）がクラクフに設立された。1988年にはドストエフスキーの『白痴』を原作とした舞台『ナスターシャ』の演出を担当。同作では坂東玉三郎を主演に起用し、1994年には再び玉三郎を主演に映画化も行っている。
1989年に行われた議会選挙では、新たに新設された上院のスヴァウキ選挙区から「連帯」候補として出馬して当選し、1991年まで上院議員を務めた。
1996年、高松宮殿下記念世界文化賞を受賞。神戸100年映画祭に出席、講演を開催した。
2000年、世界中の人々に歴史、民主主義、自由について芸術家としての視点を示した業績により、第72回アカデミー賞にて名誉賞を受賞。2007年にはカティンの森事件を扱った『カティンの森』を製作した。なお、ワルシャワ旧市街の再建に尽力した義父ヤン・ザフファトヴィッチの功績を取り上げたNHK総合テレビの紀行番組『探検ロマン世界遺産』「よみがえる街 未来への懸け橋～ポーランド・ワルシャワ～」（2007年4月28日放送）には、ザフファトヴィッチの娘である妻のクリスティーナとともにゲスト出演している。翌2008年の第80回アカデミー賞で外国語映画賞にノミネートされた。2009年には『菖蒲』が第59回ベルリン国際映画祭でアルフレッド・バウアー賞を受賞した。
2010年12月6日、ポーランドを訪問中のロシアのメドベージェフ大統領から友好勲章を授与された。2013年、連帯の指導者から大統領となり、ノーベル平和賞を受賞したレフ・ワレサを描いた『ワレサ 連帯の男』を発表した。
2016年10月9日、肺不全により死去、90歳。

## 作品

### 映画
- 世代 Pokolenie （1955年）
- 地下水道 Kanał （1957年）

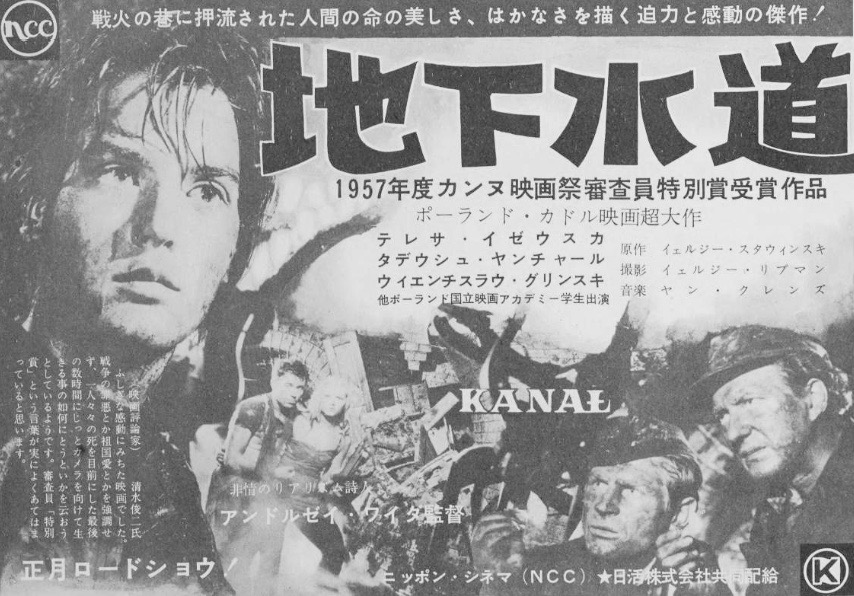
『地下水道』（1957年）

『灰とダイヤモンド』（1958年）

- 灰とダイヤモンド Popiół i diament （1958年）
- ロトナ Lotna （1959年）
- 夜の終りに Niewinni czarodzieje （1960年）
- サムソン Samson （1961年）
- シベリアのマクベス夫人 Powiatowa lady Makbet （1962年）
- 灰 Popioły （1965年）
- Gate to Paradise （1968年）
- すべて売り物 Wszystko na sprzedaż （1969年）
- 蝿取り紙 Polowanie na muchy （1969年）
- 戦いのあとの風景 Krajobraz po bitwie （1970年）
- 白樺の林 Brzezina （1970年）
- 婚礼 Wesele （1973年）
- 約束の土地 Ziemia obiecana （1975年）
- 大理石の男 Człowiek z marmuru （1977年）
- 麻酔なし Bez znieczulenia （1978年）
- ヴィルコの娘たち Panny z Wilka （1979年）
- ザ・コンダクター Dyrygent （1980年）
- 鉄の男 Człowiek z żelaza （1981年）
- ダントン Danton （1983年）
- ドイツの恋 Un amour en allemagne （1983年）
- 愛の記録 Kronika wypadków miłosnych （1986年）
- 悪霊 Les possédes （1988年）
- コルチャック先生 Korczak （1990年）
- 鷲の指輪 Pierścionek z orłem w koronie （1992年）
- ナスターシャ Nastasja （1994年）
- 聖週間 Wielki Tydzień （1995年）
- Panna Nikt （1996年）
- パン・タデウシュ物語 Pan Tadeusz （1999年）
- Zemsta （2002年）
- カティンの森 Katyń  （2007年）
- 菖蒲 Tatarak （2009年）
- ワレサ 連帯の男 Wałęsa. Człowiek z nadziei （2013年）
- 残像 Powidoki （2016年）

### 長編劇映画以外
- Zły chłopiec （1950年） 短編
- Ceramika iłżecka （1951年） 短編ドキュメンタリー
- Kiedy ty śpisz （1952年） 短編ドキュメンタリー
- Idę do słońca （1955年） 短編ドキュメンタリー
- 二十歳の恋 L'amour à vingt ans （1962年） オムニバス
- Przekładaniec （1968年） テレビ映画
- Pilatus und andere - Ein Film für Karfreitag （1972年） テレビ映画
- 死の教室 Umarła klasa （1977年） テレビドキュメンタリー。別題『THE DEAD CLASS/死の教室』、タデウシュ・カントル作
- Zaproszenie do wnętrza （1978年） ドキュメンタリー
- Pogoda domu niechaj będzie z Tobą... （1979年） 短編ドキュメンタリー
- Z biegiem lat, z biegiem dni... （1980年） テレビシリーズ
- プルースト、我が救い Proust contre la déchéance （1988年） オムニバス『パリ・ストーリー』の一篇
- Schuld und Sühne （1992年） テレビ映画
- Bigda idzie! （1999年） テレビ映画
- Wyrok na Franciszka Klosa （2000年） テレビ映画
- Lekcja polskiego kina （2002年） ドキュメンタリー
- Noc czerwcowa （2002年） テレビ映画
- Man of Hope （2005年） オムニバス『Solidarność, Solidarność...』の一篇
- Kręć! Jak kochasz, to kręć! （2010年） ドキュメンタリー

### 舞台演出
- ナスターシャ （1988年）

### 著作（日本語訳）
- 『映画と祖国と人生と…』西野常夫監訳、凱風社、2009年。
- 『アンジェイ・ワイダ自作を語る』ヴァンダ・ヴェルテンシュタイン編、工藤幸雄監訳、平凡社：20世紀メモリアル、2000年。
- 『ワイダの世界　映画・芸術・人生』岩波書店・岩波ブックレット、1988年。聞き手は高野悦子で、インタビュー小冊子。

## 受賞
※作品ではなくワイダ個人に授与された賞のみ記載。
- ダヴィッド・ディ・ドナテッロ賞ルキノ・ヴィスコンティ賞 （1978年）
- 英国アカデミー賞フェローシップ賞 （1982年）
- セザール賞名誉賞 （1982年）
- ヨーロッパ映画賞生涯貢献賞 （1990年）
- 京都賞思想・芸術部門 （1997年）
- ヴェネツィア国際映画祭栄誉金獅子賞 （1998年）
- ブリュッセル国際映画祭クリスタル・アイリス賞 （1999年）
- アカデミー賞名誉賞 （2000年）
- ポーランド映画賞生涯功労賞 （2000年）
- ベルリン国際映画祭名誉金熊賞 （2006年）
- ヴェネツィア国際映画祭個人功労賞 （2013年）